# Петидин
Петиди́н (лат. Pethidine) или Меперидин — один из препаратов из группы фенилпиперидина, относится к агонистам мю-опиоидных рецепторов. Тримеперидин (промедол), популярный в РФ, является аналогом меперидина. Торговые названия: Демерол (лат. Demerol), Mepergan

## Фармакокинетика
При энтеральном введении препарат подвергается метаболизму в печени, и биологическое действие оказывает 45—75 % введенной дозы. Меперидин всасывается медленнее, пик его концентрации в крови наступает через 2 ч после приема внутрь.
Скорость всасывания препарата при внутримышечном введении весьма вариабельна, поэтому его обезболивающее действие неустойчивое и часто недостаточное.
После внутривенного введения меперидин переходит из крови в ткани, распределение завершается через 30—45 мин, что гораздо медленнее, чем у морфина (10 мин после внутривенного введения).
Время полувыведения меперидина составляет 3—4,4 ч. Около 60 % препарата связывается белками плазмы. Ослабление связывания препарата белками крови у пожилых людей может привести к увеличению содержания свободной фракции меперидина и вызвать повышенную чувствительность к нему.

## Метаболизм
Нормеперидин оказывает возбуждающее действие на ЦНС (центральную нервную систему), его токсические эффекты проявляются миоклонусом и судорогами (спазмами). Поэтому назначение меперидина больным с почечной недостаточностью может привести к накоплению метаболита и развитию нормеперидиновой интоксикации.

## Фармакологическое действие

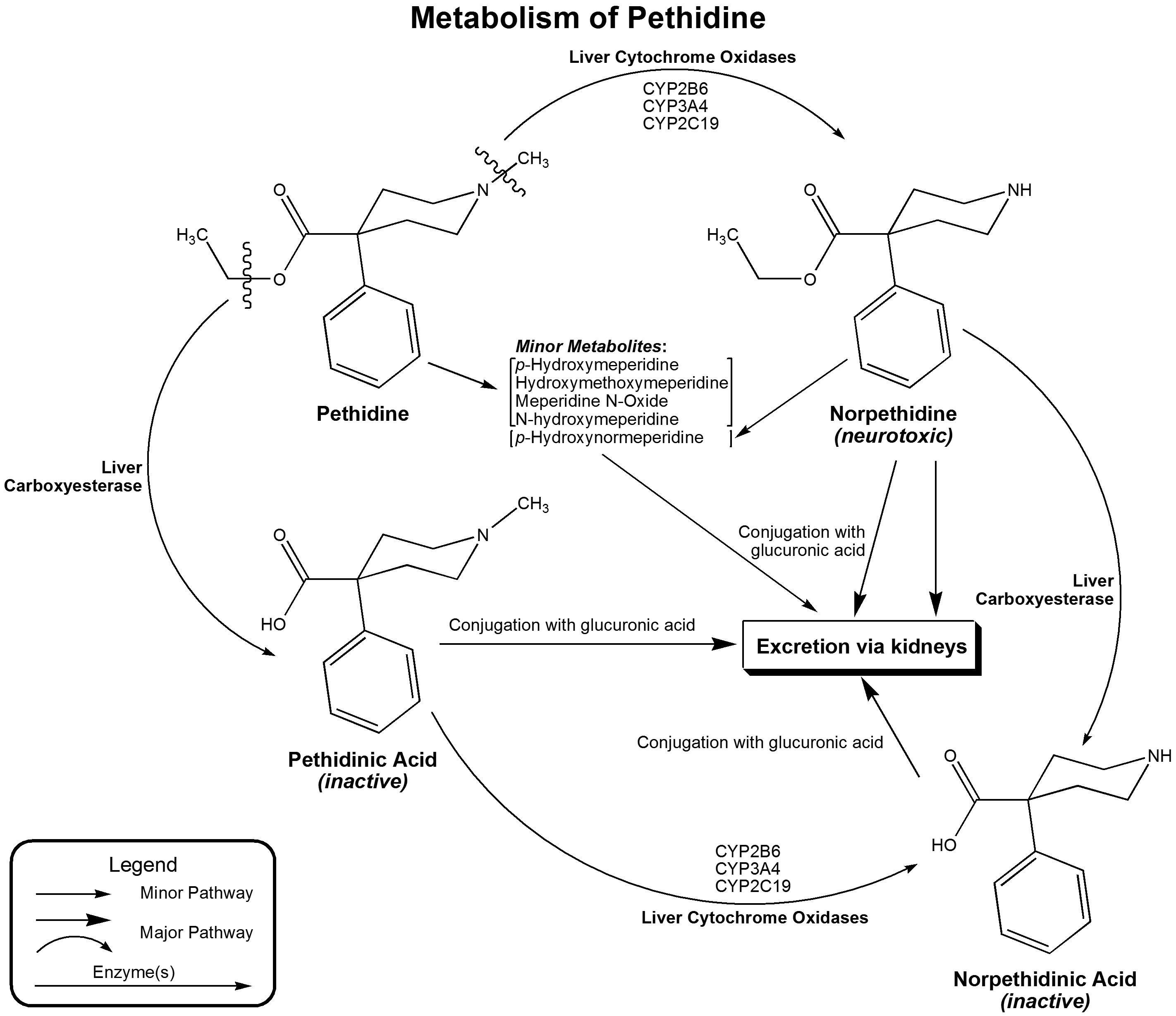
Метаболизм петидина

Меперидин почти в 10 раз слабее морфина при энтеральном приеме и в 7—10 раз — при парентеральном введении. В используемых дозах не оказывает видимого влияния на сердечно-сосудистую систему.
Меперидин в противоположность морфину и другим опиоидам не замедляет ритм сердца. Напротив, благодаря своему структурному сходству с атропином, он способен спровоцировать тахикардию.
В больших дозах меперидин снижает сократительную способность миокарда, величину ударного объёма и одновременно повышает давление наполнения. Отрицательный инотропный эффект меперидина проявляется в дозе 2—2,5 мг/кг.
Незначительное антиспастическое действие препарата делает меперидин препаратом выбора среди других опиоидов при лечении больных с почечной коликой.
В отличие от других опиоидов, меперидин чаще вызывает мидриаз, а не миоз, что отражает его атропиноподобные свойства.
Меперидин назначают внутримышечно при сильных болях по 75—100 мг. Повторные введения могут потребоваться через 2—4 ч, так как продолжительность анальгезии меньше, чем у морфина. В раннем послеоперационном периоде возможно назначение меперидина в инфузии, нагрузочная доза 0,5—1,5 мг/кг с последующим переходом через 30—60 мин на поддерживающую дозу 0,25—0,75 мг/мин.
Меперидин чаще других препаратов используют для внутривенной пациент-контролируемой анальгезии.

## История
Петидин был впервые синтезирован Отто Эйслибом в 1932 году, став первым синтетическим опиоидом.
Он был запатентован в 1937 году и разрешен к применению в медицине в 1943 году.
Петидин является наиболее широко используемым опиоидом при родах, но в некоторых странах, таких как США, он потерял популярность в пользу других опиоидов из-за его потенциальных лекарственных взаимодействий. Он по-прежнему широко используется в Великобритании и Новой Зеландии. До последнего времени[когда?] был предпочтительным опиоидом в Великобритании для использования во время родов.

## Синтез

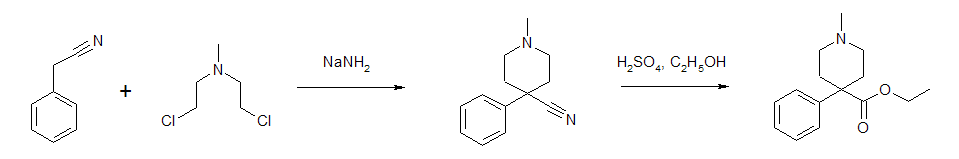
Схема синтеза петидина

Исходными веществами для производства петидина обычно являются цианистый бензил и хлорметин. В результате их взаимодействия в присутствии амида натрия образуется этил-1-метил-4-фенилпиперидин-4-нитрил, из которого посредством реакции Пиннера получают петидин.

## Фармакология
Петидин — сильный наркотический анальгетик. Считается более безопасным по сравнению с морфином и имеет меньший риск привыкания.
В фармакологические препараты входит в виде гидрохлорида петидина. Применяется в форме таблеток, сиропов и растворов для внутривенных инъекций.

## Правовой статус
Петидин внесён в Список I наркотических средств, оборот которых в Российской Федерации запрещён в соответствии с законодательством Российской Федерации и международными договорами Российской Федерации.